# Бёрнхем, Фредерик Рассел
Фре́дерик Ра́ссел Бёрнхем (Бе́рнем; англ. Frederick Russell Burnham; 11 мая 1861 — 1 сентября 1947) — американский разведчик (скаут) и путешественник. Известен по службе в рядах Британской армии в колониальной Африке и за обучение Роберта Баден-Пауэлла навыкам выживания в лесу, благодаря чему стал одним из вдохновителей скаутского движения.

## Ранняя жизнь
Бёрнхем родился в семье миссионера в индейской резервации в Тиволи (штат Миннесота). Он был свидетелем сожжения Нью-Ульма войском индейского вождя Воронёнка во время восстания санти-сиу в 1862 году. Его мать Ребекка Элизабет Бёрнхем спрятала двухлетнего сына в корзине с шелухой от кукурузы.
Бёрнхем учился в школе в Айове, где встретил Бланш Блик, свою будущую жену. Его семья переехала в Лос-Анджелес в 1870 году. Два года спустя умер его отец Эдвин Отуэй Бёрнхем, пионер и миссионер. В то время, как остальные члены семьи вернулись в Айову, Фредерик Бёрнхем остался в Калифорнии.
В течение следующих трёх лет он работал посыльным в компании «Western Union» в Калифорнии и Аризоне. Однажды его лошадь была украдена калифорнийским преступником Тибурсио Васкесом. В четырнадцать лет он стал разведчиком и следопытом во время войны с апачами. Он путешествовал по Северной Мексике и американскому Юго-Западу, зарабатывая на жизнь как охотник на бизонов, ковбой и золотоискатель, затем продолжил работу разведчиком во время войны с шайенами. Он поступил учиться в школу в Калифорнии, но не окончил её.
В 1882 году Бёрнхем приехал в Аризону и был назначен помощником шерифа округа Пинал, но вскоре вернулся к прежним занятиям. Он присоединился к проигравшей стороне в кровном конфликте между семьями Грэхемов и Тьюсбури (en:Tonto Basin Feud) до начала массовых убийств и едва избежал смерти в Аризоне. Он поехал в Прескотт (штат Айова), чтобы навестить Бланш Блик, и они поженились 6 февраля 1884 года. Они поселились в Пасадене в Калифорнии, чтобы выращивать апельсиновый сад, но в том же году Бёрнхем вернулся к золотоискательству и разведке.
В 1880-х годах американская пресса популяризировала представления о том, что Дикий Запад уже завоёван, и в США больше нечего осваивать. Эта идея изменила жизнь Бёрнхема. Он начал искать другое место для приложения своих сил. Когда он услышал о работе Сесила Родса и его проекте строительства железной дороги от Кейптауна до Каира, Бёрнхем продал свою небольшую собственность и в 1893 году уехал в Кейптаун с женой и маленьким сыном. Вскоре он присоединился к Британской Южно-Африканской компании как разведчик и направился на север. Бёрнхем стал известен в Африке за способность хорошо ориентироваться в лесу, даже ночью, и африканцы дали прозвище «Тот, кто видит в темноте».

## Военная карьера

### Восстание матабеле в 1893 году

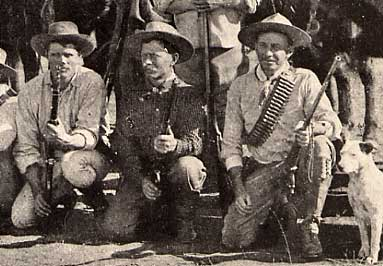
Бёрнхем в Африке (в центре)

В 1893 году Британская Южно-Африканская компания начала войну с вождём племени матабеле Лобенгулой. Линдер Старр Джеймсон надеялся быстро победить, захватив в плен Лобенгулу в его столице Булавайо. Бёрнхем с небольшой группой разведчиков был послан вперёд, чтобы узнать о ситуации в Булавайо. На окраине города они наблюдали, как матабеле сжигают свою столицу и разоряют всё вокруг. К тому времени, как прибыли белые отряды, Лобенгула и его воины скрылись.

#### Шанганский дозор
После того, как Джеймсон обнаружил, что Булавайо опустошён, он отправил колонну солдат найти и захватить Лобенгулу. Колонна под командованием майора Патрика Форбса вечером 3 декабря 1893 года разбила лагерь на южном берегу реки Шангани в 40 км к северо-востоку от деревни Лупане. На следующий день отряд под командованием майора Аллана Уилсона был отправлен на другой берег, в дозор. Дозор Уилсона встретил группу женщин и детей из племени матабеле, которые утверждали, что знают о местонахождении Лобенгулы. Бёрнхем, который был главой разведчиков в дозоре Уилсона, почувствовал ловушку и посоветовал Уилсону уходить, но Уилсон приказал выступать.
Вскоре после этого дозор обнаружил короля, и Уилсон послал в лагерь просьбу о подкреплении. Форбс, однако, не решился переходить реку в темноте, послав к Уилсону только двадцать человек под командованием Генри Борроу. Он предполагал переправиться на следующее утро, однако основная колонна попала в засаду матабеле и задержалась. Дозор Уилсона тоже был атакован, река Шангани разлилась и не было возможности отступить. Уилсон отправил Бёрнхема и ещё двух разведчиков — ковбоя из Монтаны Пэрла (Пита) Инграма и австралийца Джорджа Гудинга — переплыть реку, найти Форбса и привести подкрепление. Трое разведчиков дошли до Форбса, но попали в начавшуюся здесь битву, такую же, как на другом берегу. Бёрнхем сказал Форбсу: «Думаю, я могу сказать, что мы единственные выжившие из этого отряда». Действительно, Уилсон, Борроу и их люди были окружены сотнями воинов матабеле и все погибли.
В Родезии это событие было названо Шанганский дозор, а Уилсон и Борроу провозглашены национальными героями. За свою службу Бёрнхем получил в награду медаль Британской Южно-Африканской компании, золотые часы и участок в 300 га в Матабелеленде. Здесь Бёрнхем обнаружил множество артефактов в руинах древней цивилизации Большого Зимбабве.

### Восстание матабеле и машона в 1896—1897 годах

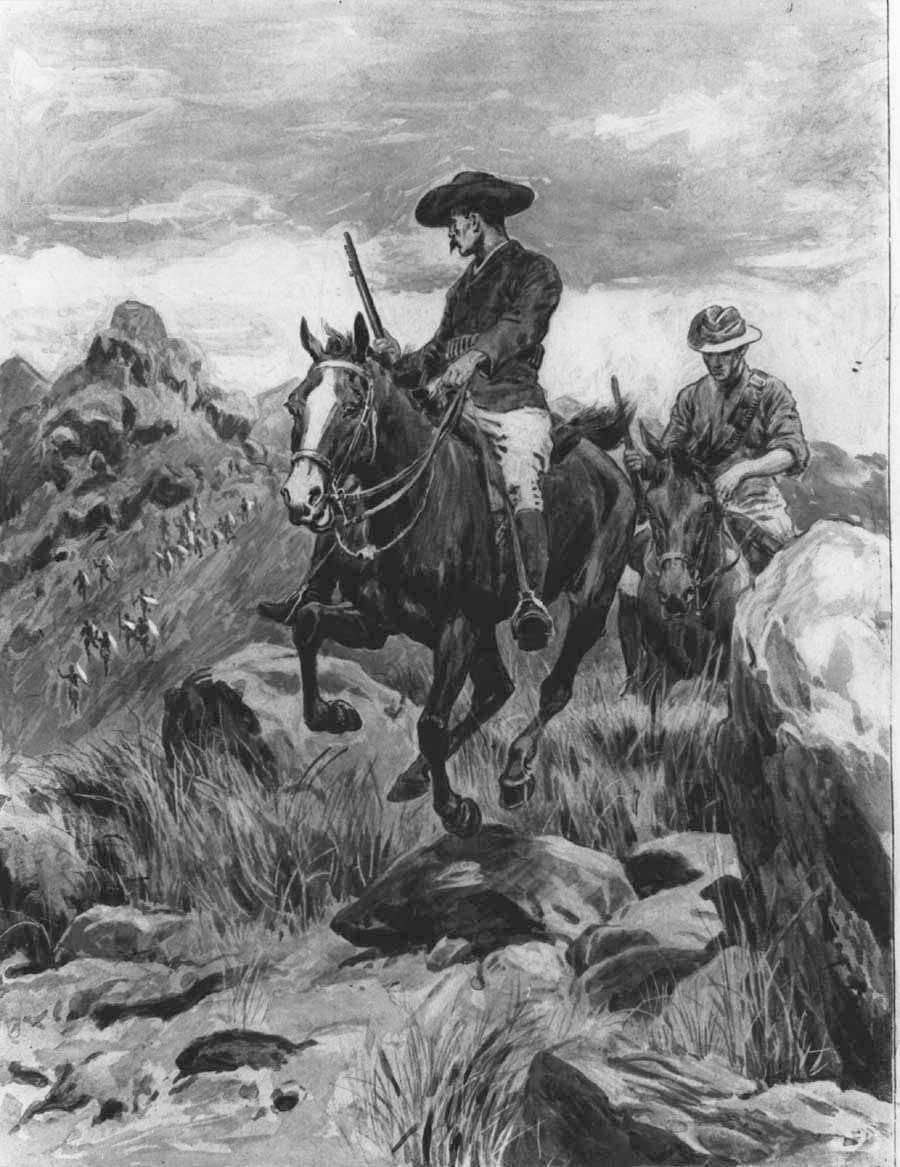
Бёрнхем и Армстронг после убийства Млимо

В марте 1896 года матабеле под руководством духовного лидера Млимо снова подняли восстание против Британской Южно-Африканской компании, которое теперь известно в Зимбабве как Первая война за независимость. Матабеле возглавил их духовный лидер Млимо. Беспорядки в Матабелелэнде были вызваны неудачным рейдом Джеймсона, и в первые месяцы войны были убиты сотни европейских поселенцев. При поддержке нескольких отрядов поселенцы построили лагерь в центре Булавайо и создали дозоры под командованием Бёрнхема, Роберта Баден-Пауэлла и Фредерика Кортни Селуса. 50-тысячное войско матабеле отступило в район Матобо.

#### Убийство Млимо
Переломным событием в войне стал день, когда Бёрнхем и молодой разведчик Бонар Армстронг нашли путь через Матобо к священной пещере, где скрывался Млимо. Недалеко от пещеры была деревня примерно в сотню хижин, где располагалось множество воинов. Два разведчика оставили лошадей в роще и проползли к пещере. Оказавшись внутри, они подождали, пока войдёт Млимо, и Бёрнхем выстрелил ему в сердце. Затем разведчики побежали к своим лошадям и ускакали в Булавайо. Вскоре после убийства Млимо Сесил Родс посетил Матобо и уговорил воинов сложить оружие, завершив таким образом войну.

### Золотая лихорадка на Аляске
После войны Бёрнхем решил покинуть Африку. Жена и младший сын Брюс вернулись в Калифорнию, а Бёрнхем вместе со старшим сыном, двенадцатилетним Родериком отправился на Аляску, где началась золотая лихорадка. Из-за слухов об Испано-американской войне Бёрнхем поспешил домой, чтобы пойти на службу добровольцем, но к тому времени война уже закончилась. Бёрнхем вернулся на Аляску.

### Вторая англо-бурская война

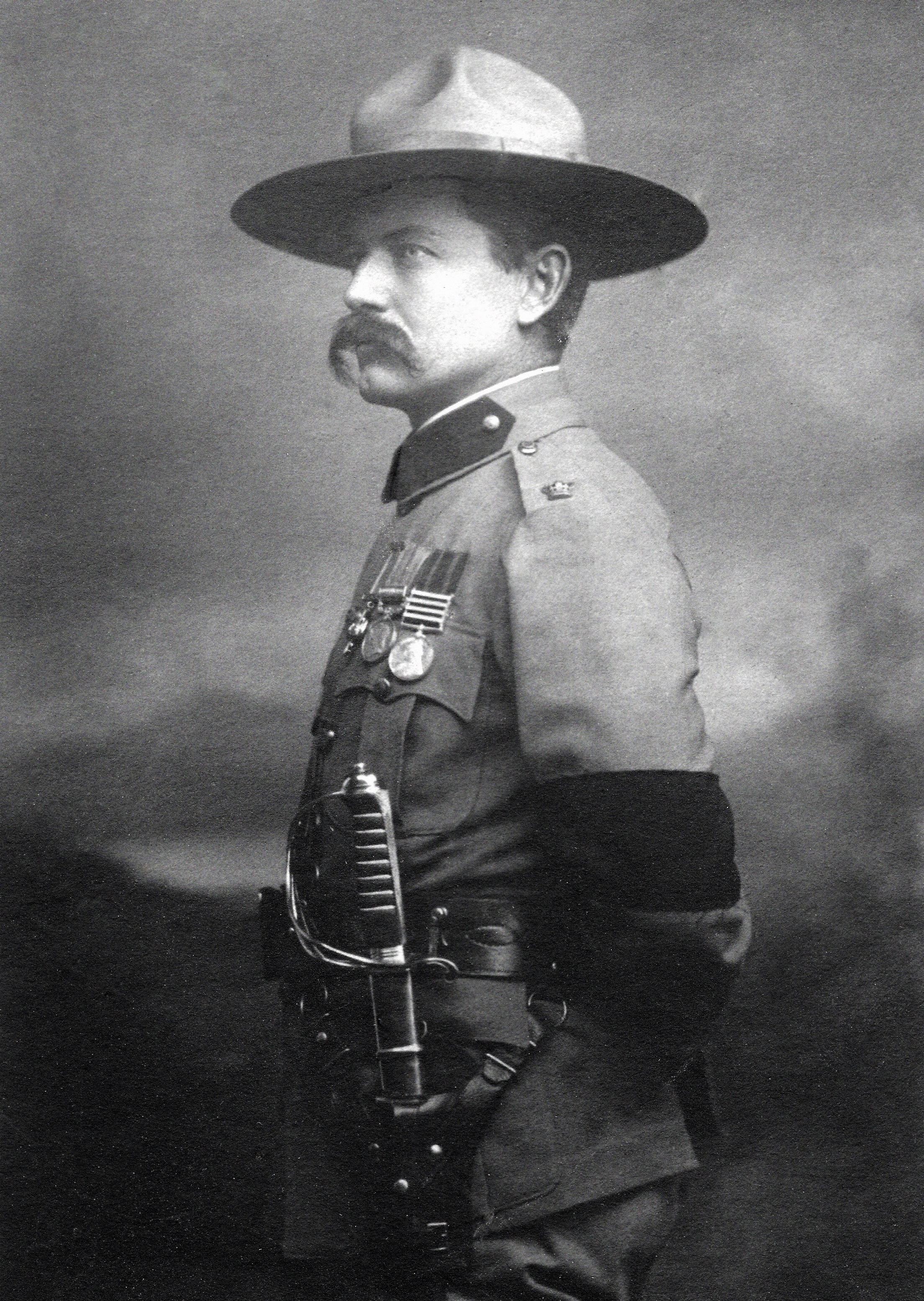
Бёрнхем в 1902 году

В январе 1900 года, когда Бёрнхем искал золото на Аляске, он получил телеграмму о том, что главнокомандующий английскими войсками на юге Африки лорд Робертс назначил его главой разведчиков при своём штабе. Бёрнхем немедленно выехал в Кейптаун. Он достиг фронта прямо перед битвой у Паадеберга. В ходе этой войны Бёрнхем провёл много времени в тылу буров, собирая информацию и взрывая железные дороги и мосты. Он дважды попадал в плен и дважды бежал. От лорда Робертса он получил звание капитана, что было необычно для иностранца.
Первый раз он был ранен, когда пытался предупредить британскую колонну у города Тнаба Нчу. Он заметил группу буров, скрывающихся на берегах реки, по направлению к которой продвигались британцы. Красным платком он подал солдатам сигнал, но колонна не обратила внимания и продолжала шагать, в то время как сам Бёрнхем попал в плен. В бою он притворился, что получил ранение в колено. Он был помещён в фургон с офицерами, которые действительно были ранены и поэтому не охранялись. Тем же вечером Бёрнхем сбежал. Четыре дня он провёл в велде, пока не получил возможности перейти через британские линии.
2 июня 1900 года, когда он пытался ночью взорвать мост в 32 км от Претории, Бёрнхем был окружён группой буров. Его лошадь была подстрелена, она упала, придавив всадника. Он лежал без сознания, а когда очнулся, дополз до железной дороги и взорвал линию в двух местах. Затем дополз до пустого крааля, где пролежал двое суток без сознания. Услышав звуки боя, он пополз на шум. К его счастью, он встретил дозор британцев и был доставлен в Преторию. Хирурги выяснили, что при падении с лошади у него был разорван желудок, и он выжил только благодаря тому, что в эти дни ничего не ел.

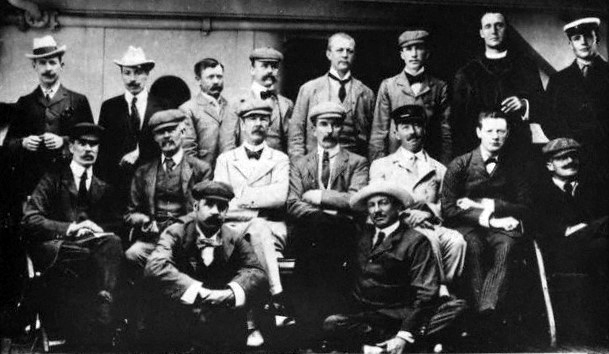
Бёрнхем (стоит третий слева) и молодой Уинстон Черчилль (сидит шестой слева), возвращающиеся с англо-бурской войны на корабле «Dunottar Castle», июль 1900 года

Ранения Бёрнхема были так серьёзны, что лорд Робертс приказал ему ехать в Англию. Он был повышен в звании до майора. По прибытии в Англию он был удостоен чести посетить званый обед у королевы Виктории. Спустя несколько месяцев, после смерти королевы, король Эдуард VII представил Бёрнхема к Медали королевы Южной Африки за бои при Дрифонтейне (10 марта 1900), Йоханнесбурге (31 мая 1900), Паадеберге (17-26 февраля 1900) и в Капской колонии (1 октября 1899 — 31 мая 1902), а также второй высшей воинской награды Британии, ордена «За выдающиеся заслуги» — за героизм в ходе марша на Преторию (2-5 июня 1900). Бёрнхем должен был получить Крест Виктории — высочайшую военную награду, но этого не произошло, так как он был гражданином США.

## «Отец скаутинга»

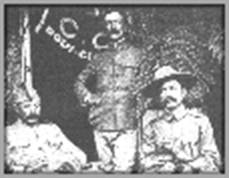
Бёрнхем (стоит) и Баден-Пауэлл (справа) в 1910 году

Бёрнхем был уже известным разведчиком, когда подружился с Баден-Пауэллом в ходе восстания матабеле. Во время осады Булавайо двое мужчин провели много времени в дозоре. Здесь Бёрнхем показал Баден-Пауэллу способы выживания в дикой природе, известные как «woodcraft»(«scoutcraft»), в основе которых лежат "правила жизни" ряда племён североамериканских индейцев.
Тогда Баден-Пауэлл начал носить шляпу "Стетсон" (см. подробнее в /→а./ и /→б./) и шейный платок («neckerchief» (←см.)). Оба они понимали, что война меняется, и британской армии нужно к ней приспосабливаться. Баден-Пауэлл и Бёрнхем обсуждали вопросы воспитательных программ для юношества. Баден-Пауэлл стал основателем международного скаутского движения, а Бёрнхема называют отцом скаутинга.
Позднее Бёрнхем подружился с другими вовлечёнными в первоначальное развитие национального скаутского движения выдающимися людьми Америки — Теодором Рузвельтом и Гиффордом Пинчотом. В 1927 году он стал почётным скаутом, а в 1936 году получил Премию Серебряного бизона — высшую награду бой-скаутов Америки. Бёрнхем и Баден-Пауэлл оставались друзьями в течение всей жизни, регулярно переписывались по вопросам скаутского движения.  В 1931 году Бёрнхем произнёс речь в память о своём друге по случаю присвоения пику Норт-Болди  -Маунтайн/Ист-Твин ("Северная Лысая Гора"/"Восточный Близнец") в горном хребте Сан-Гейбриел в Калифорнии имени Гора Баден-Пауэлл. Их дружба, а также равноценный статус в истории зарождения скаутинга - были символически увековечены 20 лет спустя в присвоении в 1951 году пику Норт-Болди-Маунтайн/Уэст-Твин ("Северная Лысая Гора"/"Западный Близнец"), расположенному в минимальном отдалении, имени Гора Бёрнхем.
Потомки Бёрнхема, в частности, его правнук, Рассел Адам Бёрнхем, -  тоже заняты в скаутском движении.

## Поздняя жизнь

### После войны
После выздоровления Бёрнхем работал в компании «Wa Syndicate». В 1901 году он покинул Лондон, чтобы возглавить экспедицию в Гану и Верхнюю Вольту на поиски минералов и способов улучшить речную навигацию в этом районе. В 1902—1904 годах Бёрнхем работал в Восточно-Африканском синдикате. Он возглавил экспедицию по поиску минералов, которая исследовала район возле озера Рудольф (ныне озеро Туркана) и открыла содовое озеро в Танзании.

### Мексика

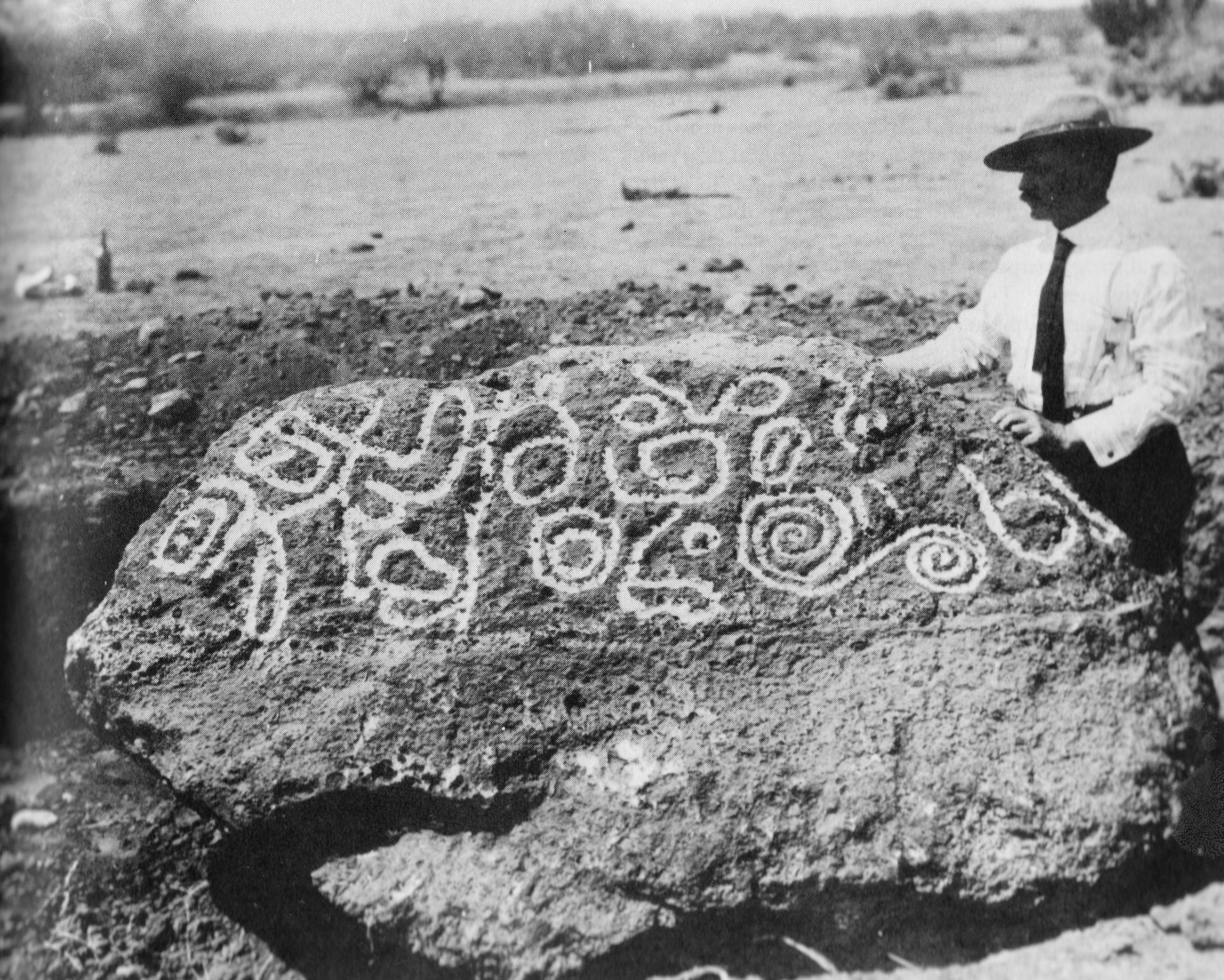
Бёрнхем и Эсперансский камень, 1910 год

Бёрнхем вернулся в Северную Америку и в течение нескольких лет работал на ирригационном проекте на реке Яки в Мексике. Исследуя деревню племени яки, Бёрнхем утверждал, что дамба может круглогодично обеспечивать деревню водой, богатой аллювиальными отложениями. Он превратил регион в одно из самых благоприятных для садов место на земле. Сам он купил здесь 3600 км² земли. В 1908 году вместе с Чарльзом Фредериком Холдером он совершил важное археологическое открытие, связанное с цивилизацией майя, в том числе обнаружил Эсперансский камень. Он стал коммерческим партнёром Джона Хейса Хеммонда и руководил командой из пятисот человек, которая охраняла собственность Хеммонда, Джона Пирпонта Моргана и семьи Гугенхейм в мексиканском штате Сонора. Бёрнхем и Хеммонд управляли своей собственностью до 1930 года, а затем продали её мексиканскому правительству.

### Первая мировая война
Во время Первой мировой войны Бёрнхем жил в Калифорнии и занимался контршпионажем в пользу Британии. Он был одним из восемнадцати офицеров, выбранных бывшим президентов Теодором Рузвельтом, чтобы набрать добровольцев для службы во Франции в 1917 году после того, как США вступили в войну.

### Нефть
Хотя Бёрнхем жил во многих странах, но по иронии судьбы разбогател, вернувшись в Калифорнию, в места своей юности. В 1923 году он нашёл нефть на холме Домингез. В первые десять лет добычи, компания Бёрнхема выплатила 10,2 млн долларов дивидендов.

### Защита природы
Бёрнхем поддержал программы своих друзей Теодора Рузвельта и Гиффорда Пинчота по защите природы. Вместе с Хеммондом они возглавили экспедицию в Африку с целью вывезти в США таких крупных животных, как западная канна, гиппопотам и зебра. Бёрнхем и Хеммонд несколько раз появились в сельскохозяйственном комитете, чтобы просить помощи во ввозе крупных животных. В 1914 году он помог основать Лигу защиты дикой природы. Он был учредителем Американского комитета за международную защиту дикой природы, Лиги «Спасти секвойю», был одним из членом комиссии Калифорнии по паркам штата (1927—1934). В 1938—1940 годах был президентом Юго-Западного музея в Лос-Анджелесе.

## Личная жизнь

### Внешность и поведение
Бёрнхем имел рост 1,62 м, он был худым, но мускулистым. Самой заметной особенностью его внешности были пронзительные серо-голубые глаза. Бёрнхем не курил и редко употреблял алкоголь, боясь, что эти привычки могут привести к ухудшению обоняния. Бёрнхем тренировал силу воли, он использовал метод короткого восстанавливающего сна (en:power nap) вместо долгого сна и пил очень мало жидкости. Он приучал себя выдерживать утомление, голод, жажду и ранения. Он вёл себя, как хорошо воспитанный и вежливый человек, в соответствии с нормами своего времени.

### Семья

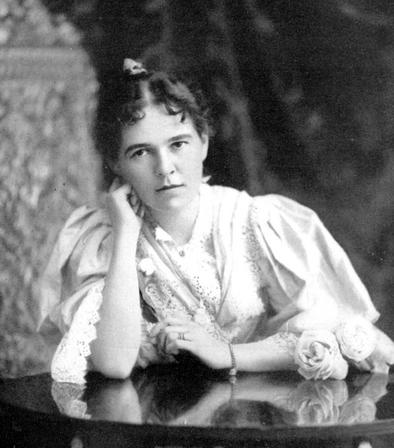
Бланш Блик Бёрнхем в Булавайо, 1896 год

Бёрнхем был потомком Томаса Бёрнхема (1617—1688) из Хартфорда (штат Коннектикут). Потомки Томаса Бёрнхема участвовали во всех американских войнах.
Первая жена Бёрнхема — Бланш Блик Бёрнхем (25 февраля 1862 — 22 декабря 1939) была родом из Невады (штат Айова), она сопровождала мужа во многих путешествиях как на Юго-Западе США, так и в Южной Африке. У них было трое детей, но двое рано умерли. Несколько членов семьи Блик присоединились к Бёрнхему в Родезии, переехали с ним в Англию, а затем вернулись в США и поселились в Три-Риверс (штат Калифорния). Когда в 1923 году Бёрнхем нашёл нефть, он переехал в особняк в Голливудленде. В 1939 году Бланш умерла спустя несколько месяцев после перенесённого инсульта и была похоронена в Три-Риверс.

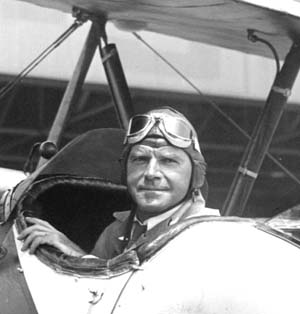
Родерик Бёрнхем, 1921 год

Старший сын Бёрнхема Родерик (22 августа 1886 — 2 июня 1976) родился в Пасадене (штат Калифорния), с родителями переехал в Африку, где выучился языку северный ндебеле. Вместе с отцом поехал на Аляску, в 1900 году окончил военную школу во Франции. В 1904 году поступил в Калифорнийский университет в Беркли, но бросил его после ссоры с тренером. В 1905—1908 годах учился в Университете Аризоны. Он окончил Мичиганский технологический университет в 1910 году, стал геологом, работал в Мексике и Венесуэле для компании «Union Oil». Во время Первой мировой войны служил в армии США, воевал во Франции. В 1930 году вместе с основателем «Paramount Pictures» Уильямом Уордсвортом Ходкинсоном создал Центрально-американскую авиационную корпорацию — первую авиакомпанию в Гватемале.
Нада (май 1894 — 19 мая 1896), дочь Бёрнхема была первым белым ребёнком, родившимся в Булавайо, она умерла от лихорадки и голода во время осады Булавайо. Похоронена три дня спустя на кладбище в Булавайо. «Нада» — зулусское слово, означающее лилию. Она была названа так в честь героини романа Генри Райдера Хаггарда «Нада» (1892). Три книги Хаггарда были посвящены дочери Бёрнхема: «The Wizard» (1896), «Элисса, или Гибель Зимбое» (1899) и «Чёрное сердце, белое сердце» (1900).
Младший сын Бёрнхема, Брюс (1897—1902), погиб в результате несчастного случая, утонув в Темзе.
В 1943 году в возрасте восьмидесяти трёх лет Бёрнхем женился во второй раз, — на молодой машинистке Ило К. Уиллетс (1914—1958). В 1946 году они переехали в Санта-Барбару.

### Смерть
Бёрнхем умер в возрасте восьмидесяти шести лет 1 сентября 1947 года от паралича сердца в своём доме в Санта-Барбаре. Он был похоронен в Три-Риверс. Мемориальный камень был спроектирован его сыном Родериком. На кладбище Три-Риверс также похоронены первая жена Бёрнхема Бланш, несколько членов семьи Блик, которые были с Бёрнхемом в Родезии, сын Родерик, внучка Марта Бёрнхем Барли и ковбой из Монтаны Пит Инграм, который вместе с Бёрнхемом был в Шанганском дозоре.

## Память
Эрнест Хемингуэй приобрёл права на экранизацию книги Бёрнхема «Scouting on Two Continents» в 1958 году. Компания CBS немедленно заключила контракт на создание фильма для телевидения с Гэри Купером в роли Бёрнхема. Но фильм не был снят из-за самоубийства Хемингуэя в 1961 году.
Бёрнхем был сыгран Уиллом Хатчинсом в художественном фильме «Shangani Patrol» (1970), который снимался в Булавайо в Родезии.
В 1933 году в честь Бёрнхема был назван вид вымершего хоботного животного Serbelodon burnhami (теперь Amebelodon burnhami), останки которого были найдены в Северной Америке.

## Книги Бёрнхема
- 1926 — Scouting on Two Continents
- 1944 — Taking Chances